# Habenaria divergens
Habenaria divergens är en orkidéart som beskrevs av Victor Samuel Summerhayes. Habenaria divergens ingår i släktet Habenaria och familjen orkidéer.
Artens utbredningsområde är Angola. Inga underarter finns listade i Catalogue of Life.